# Eraclea (Magna Grecia)
Eraclea (in greco Ἡράκλεια?, Herakleia; in latino Heraclea o Heracleia) fu un'antica città della Magna Grecia lucana, situata nei pressi dell'attuale Policoro, provincia di Matera.

## Storia
Fu fondata dai coloni Tarantini e Thurioti intorno al 434 a.C., dopo una guerra che le aveva viste nemiche. La città è situata su un'altura tra i fiumi Agri e Sinni sui resti della città di Siris, e nel 374 a.C. fu scelta come capitale della Lega Italiota al posto di Thurii che era caduta in mano ai Lucani. Successivamente verrà creato un agglomerato urbano sulla costa con il nome di Siris, che però con l'antica Siri (Lucania) ha solo continuità onomastica ma non topografica. Secondo altre differenti interpretazioni storico-archeologiche, Siris si situava nello stesso territorio di Eraclea. Infatti, secondo tali ricostruzioni storico-archeologiche, la fondazione di Eraclea avvenne nei pressi dello stesso abitato della florida e ricca Siris. Queste nuove interpretazioni sono successive alle recenti ricerche archeologiche dirette dall'archeologo francese Stéphane Verger in collaborazione con l'Università degli Studi della Basilicata e l'École pratique des hautes études di Parigi.
Nel 280 a.C. la città fu teatro della battaglia di Eraclea tra Taranto e Roma. Sempre intorno al 280 a.C. i Romani proposero alla città di Eraclea uno speciale trattato di alleanza, riuscendo a sottrarla all'influenza di Taranto e facendola diventare città confederata di Roma. A questo periodo risalgono anche le tavole di Eraclea, attualmente conservate al Museo Archeologico Nazionale di Napoli, che sono tavole di bronzo con testi in greco riguardanti l'ordinamento pubblico e costituzionale della città. Sul retro di queste è trascritta, in latino, la lex Iulia Municipalis. Alla fine della guerra tra Romani e Tarantini, Eraclea, come tutta la Lucania e la Puglia, cadde sotto il dominio romano. Nel 212 a.C. la città fu assediata e conquistata da Annibale. Successivamente diventò nuovamente una città fiorente, e i suoi abitanti furono descritti come Nobiles Homines da Cicerone nel Pro Archia, l'apologia del poeta Aulo Licinio Archia, cittadino di Eraclea.
Nell'89 a.C. fu data agli Eraclidi la cittadinanza romana con la lex Plautia Papiria. Durante tutta l'età repubblicana, Eraclea viene turbata da tumulti sociali, giunti al culmine nel 72 a.C. con il passaggio di Spartaco. I recenti scavi archeologici, della missione italo-francese, hanno portato alla luce le testimonianze che attestano il passaggio di Spartaco ad Eraclea. Dalle testimonianze archeologiche è emerso che la parte ricca dell'acropoli venne assediata attraverso l'utilizzo di armi da guerra. Durante l'età imperiale cominciò invece la sua decadenza. Vi hanno risieduto il poeta Archia e il grande pittore Zeusi, forse originario della città.
Le rovine sono attualmente visitabili insieme al Museo archeologico nazionale della Siritide di Policoro che custodisce la maggior parte dei reperti lì trovati. Dell'antica città nella parte bassa si possono notare il Tempio di Atena, di cui restano le fondamenta, e il Tempio di Demetra. Sull'acropoli invece i resti della città si sono meglio conservati ed è visibile l'impianto urbano costituito da assi viari ortogonali. A ovest è situato il quartiere dei ceramisti con le case con fornaci annesse. A sud e a ovest sono situate le necropoli.

## Galleria d'immagini

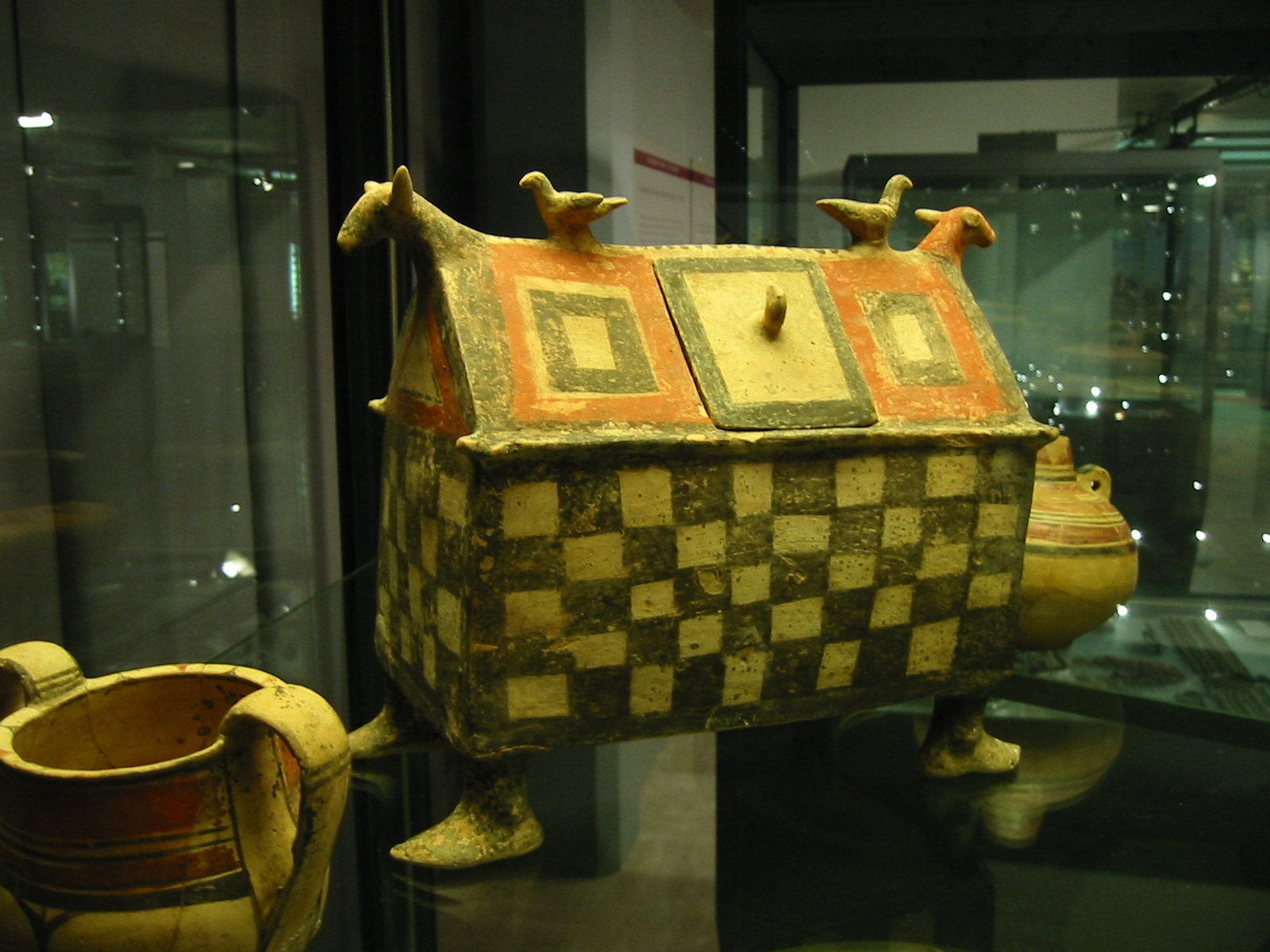
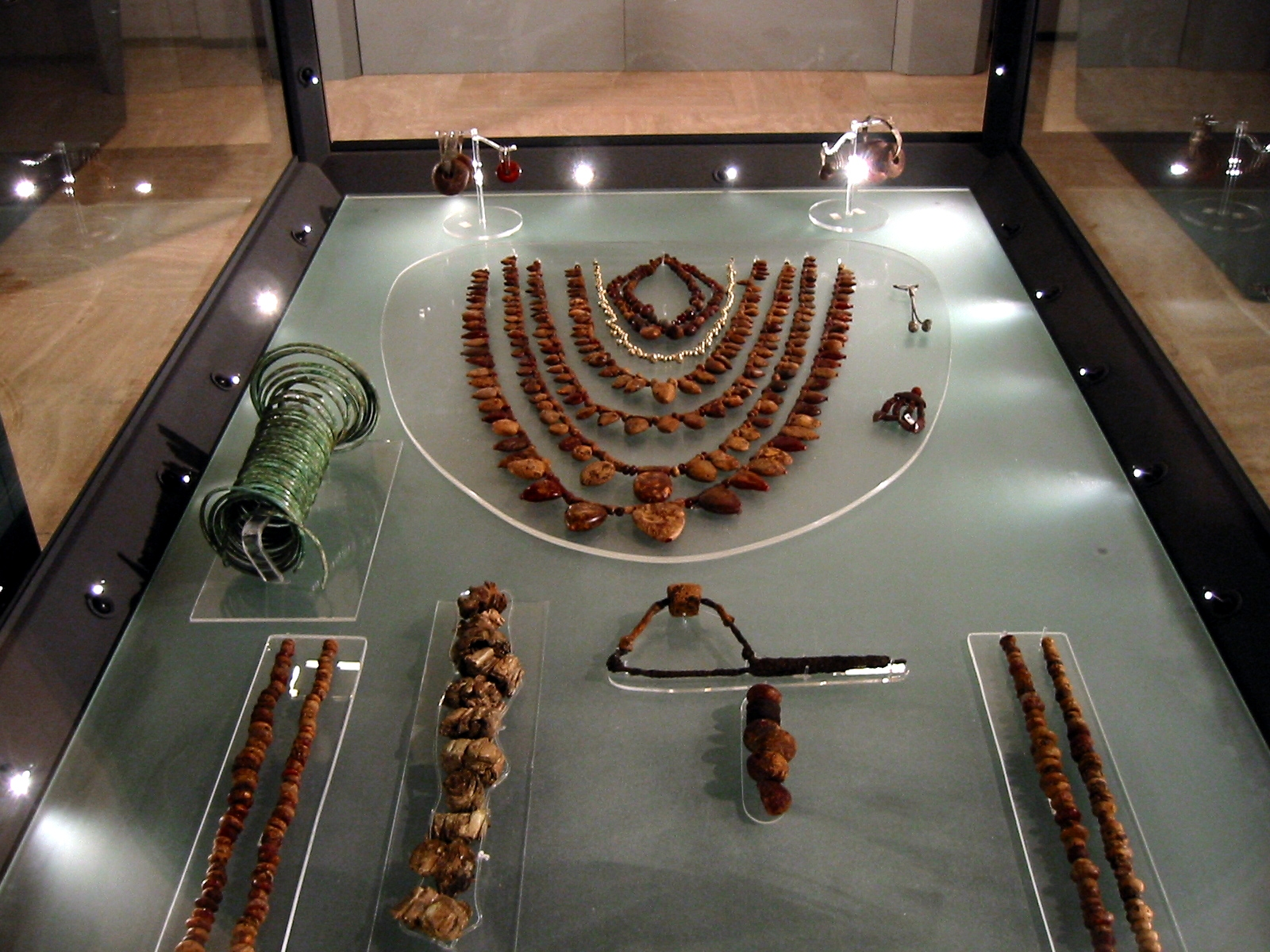
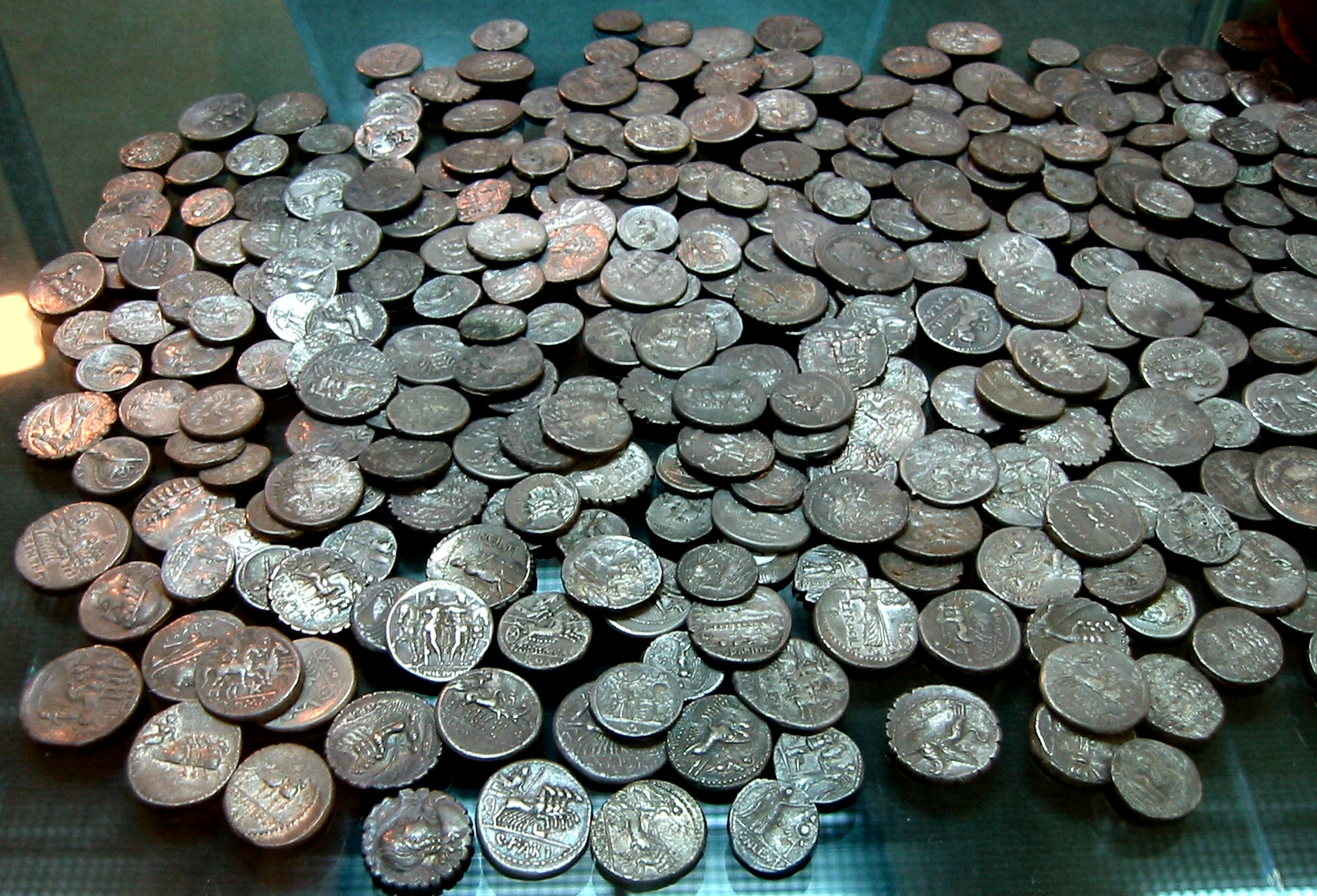
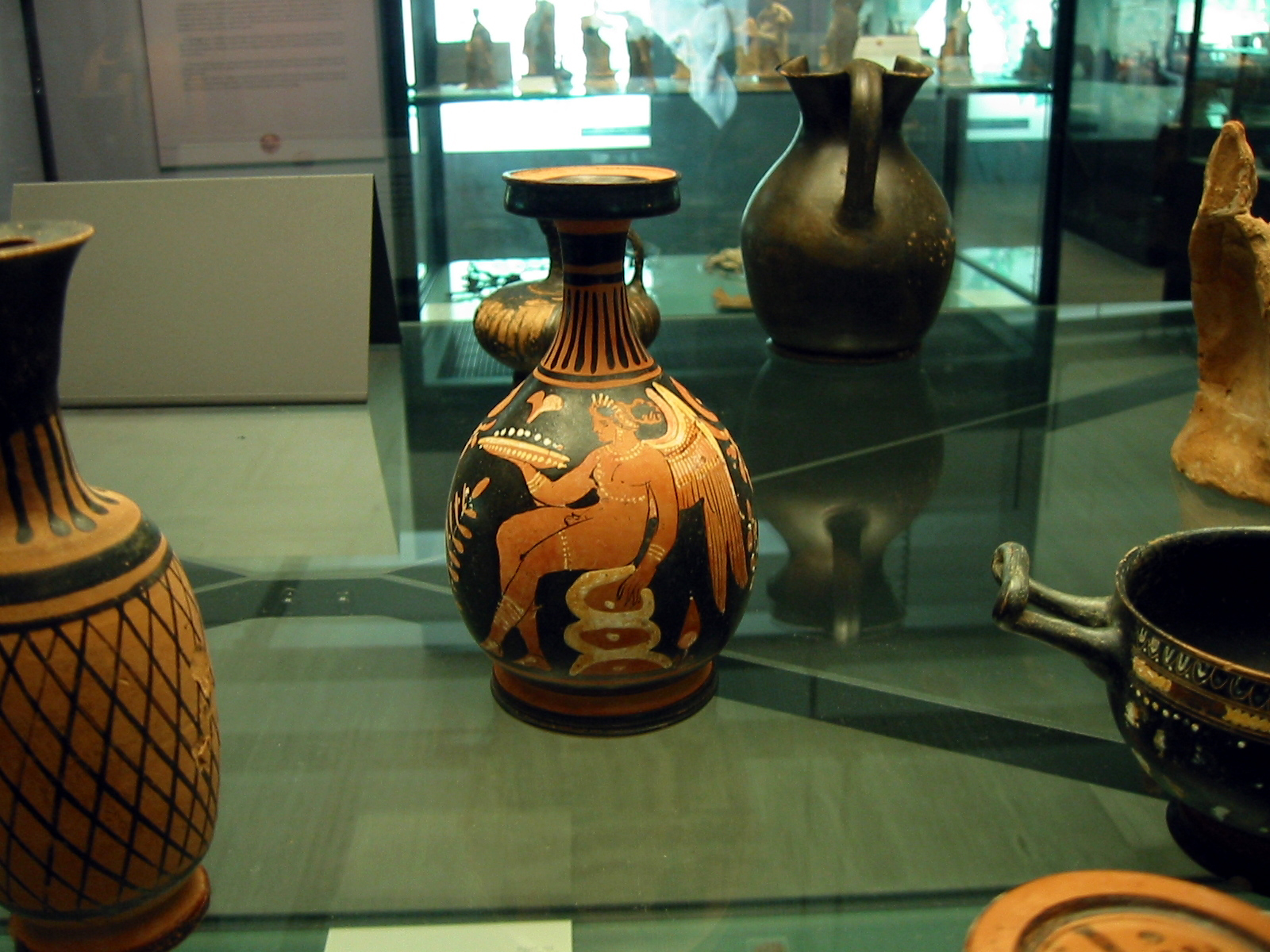
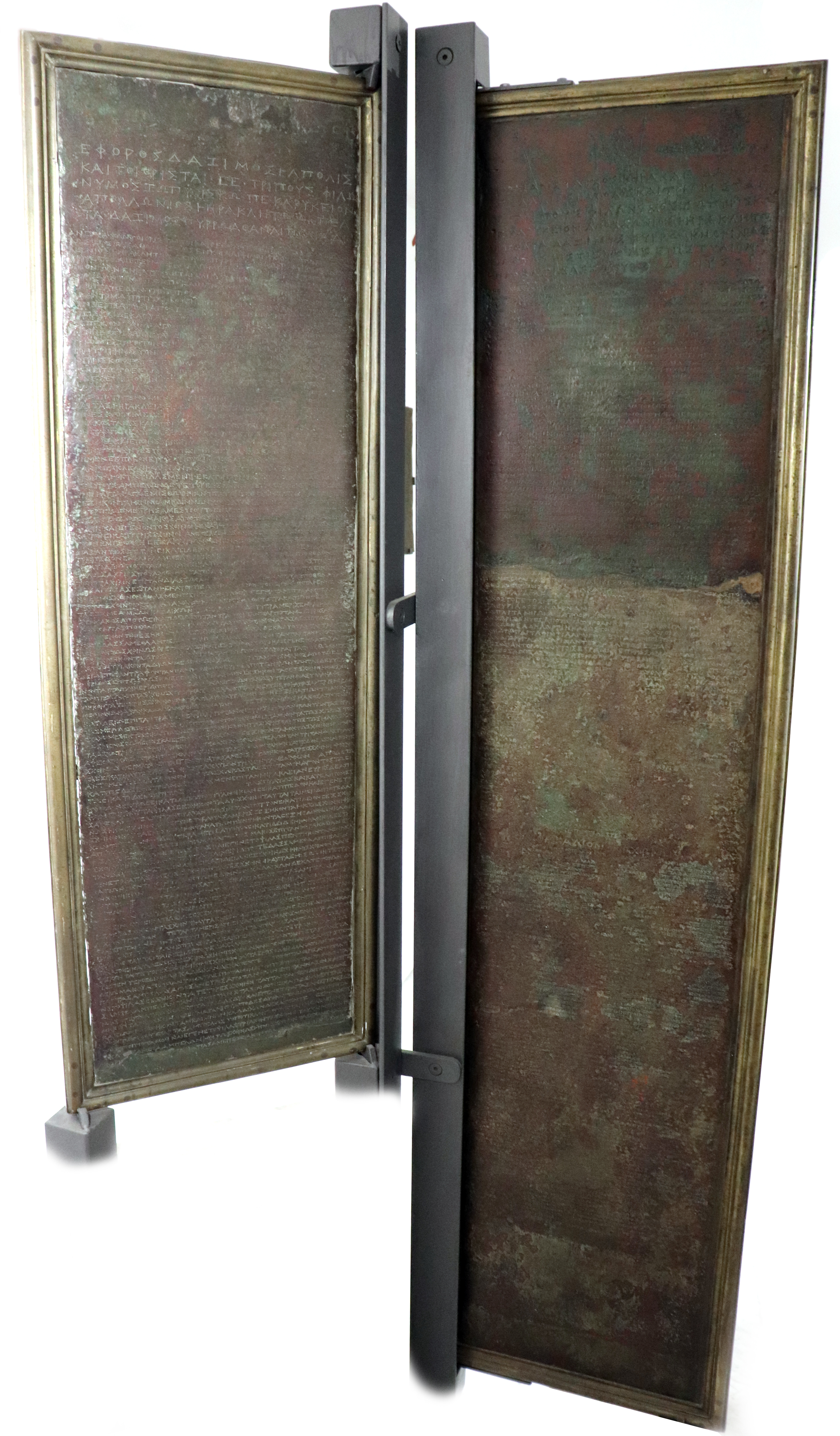